# Friedrich Ernst Ditmar
Friedrich Ernst Ditmar, Pseudonym Michel Angelo (* 1. Juli 1753 in Stove, heute Ortsteil von Carlow; † 9. Juli 1819 in Rostock) war ein deutscher Jurist im Dienst von Mecklenburg-Schwerin und Dichter.

## Leben
Friedrich Ernst Ditmar stammte aus einer mecklenburgischen Familie von Geistlichen und Beamten, zu der auch Ernst Martin Ditmar und Gottfried Rudolf von Ditmar gehörten. Er war ein Sohn des Amtmanns auf Stove Hans Jacob Ditmar und dessen Frau Carlotta, geb. v. Müller und wuchs in Rostock auf.
Ab 1777 studierte er Rechtswissenschaften an der Universität Rostock. Nach dem Abschluss seines Studiums versuchte er 1780 erfolglos eine akademische Karriere zu beginnen und ging daraufhin in die Praxis. 1781 wurde er Advokat bei der Justizkanzlei und dem Obergericht Rostock. Im folgenden Jahr wurde er dem Fiskal bei der Justizkanzlei und dem herzoglichen Konsistorium Johann Christoph Sprewitz adjungiert. 1788 erfolgte seine Berufung zum Kammerprokurator; 1789 erhielt er den Titel Hofrat. Nach dem Tod von Sprewitz 1790 legte er seine Aufgaben als Fiskal nieder. Ausweislich von Anzeigen in der Staats- und gelehrte Zeitung des Hamburgischen unpartheyischen Correspondenten war er Anfang der 1790er Jahre bei der Vermittlung von mecklenburg-schwerinschen Güter an auswärtige Investoren tätig. Die ihm 1794 angebotene Stellung als Vizepräsident beim Land- und Hofgericht Güstrow lehnte er ab. Ab 1800 nahm er als Legationsrat diplomatische Aufgaben für das Herzogshaus wahr. Er war Bevollmächtigter für die mecklenburgischen Angelegenheiten von Hans Otto von der Lühe.
Ditmar war ein Dichterjurist. Neben Gelegenheitsgedichten und geistlichen Oden schrieb er Aufsätze in der Monatszeitschrift von und für Mecklenburg und in den Rostockschen gemeinnützigen Aufsätzen.
Ditmar starb 1819 im Alter von 66 Jahren an „Großer Leibes- und Geistesschwäche“. Er war verheiratet mit Juliana Margaretha, geb. Meyer. Der Syndikus Ludwig Peter Friedrich Ditmar (1784–1872) war ein Sohn des Paares.

## Werke
- Disquisitio quaestionis quando beneficium restitutionis in integrum minoribus sit denegandum? 1780 (Vorlesungsankündigung, Digitalisat)
- Anweisung zu einer rechtsbeständigen Führung anvertrauter Vormundschaft und Curatelen, vorzüglich nach Rostockschen Rechten. 1784
- Fragment eines Gesprächs über die letzte Rathsherrnwahl in Rostock. Dem Herrn Dr. Zoch am Tage seiner feyerlichen Einführung im Rostockischen Senat gehorsamst zugeeignet von Michel Angelo, der Japanischen Dichtkunst Beflissenen. Rostock 1785
- Erstes Supplement zum Spaldingschen Repertorium des Mecklenburgischen Rechts. 1786 (Digitalisat)
- Zweites Supplement zum Spaldingschen Repertorium des Mecklenburgischen Rechts. Nebst Annal-Register… 1789 (Digitalisat)
- Oden und Lieder religiösen Inhalts. Rostock: Müller 1797 (Digitalisat)
- An christliche Bauersleute von einem vornehmen Freunde des Bauernstandes.  1814